# Зелёное Хозяйство
Зелёное Хозяйство — микрорайон города Перми. Расположен в Свердловском районе.

## География
Микрорайон расположен к югу от центра города. Западная граница микрорайона — улица Героев Хасана, южная — улица Чкалова. С востока микрорайон ограничен склонами долины реки Егошиха и речки Зелёнка. Вопрос северной границы микрорайона является спорным. Ранее считалось, что эта граница проходит по улице Чернышевского. Ныне считается, что таковой границей является южный край зоны застройки ЖК «Арсенал», занявшего большую часть военного городка «Красные Казармы».

## История
В 1933 году здесь появилась продбаза моторостроительного завода, с 1934 года овощесовхоз № 1. Позднее здесь появился также питомник зеленых насаждений с оранжереей и парниковым хозяйством. В 1942 году предприятие стало называться «Зелёное хозяйство». В 1950-е годы оно было перенесено на другие площадки, а территория начала застраиваться многоквартирными домами.

## Улицы
В микрорайоне две улицы в широтном направлении (Чкалова и Льва Шатрова) и две в меридиональном (Героев Хасана и Николая Воронцова)

## Образование
Среднее образование: средняя школа № 134, лицей № 10.

## Транспорт
Микрорайон выходит на одни из самых загруженных магистралей города (улицы Чкалова и Героев Хасана), по которым проходят многочисленные маршруты автобусов и трамваев.